# Lesachtal
Lesachtal (Lesna dolina in Sloveno) è un comune austriaco di 1 363 abitanti nel distretto di Hermagor, in Carinzia, il cui territorio corrisponde a quello dell'omonima valle. È stato istituito nel 1973 con la fusione dei comuni soppressi di Birnbaum, Kornat, Liesing, Luggau e Sankt Lorenzen im Lesachtal; capoluogo comunale è Liesing.

## Geografia fisica
Il comune occupa i due terzi dell'omonima valle che è una porzione della Gailtal e si estende in direzione est-ovest, dal confine con il Tirolo Orientale al comune di Kötschach-Mauthen in cui si trova la parte occidentale della valle. La Lesachtal è parallela al confine di Stato tra Austria e Italia che corre lungo le Alpi Carniche; il comune confina con quelli italiani di Forni Avoltri (UD), Paluzza (UD) e Santo Stefano di Cadore (BL).

## Storia
Testimonianze risalenti all'anno 600 d.C., mostrano questo territorio abitato da popolazioni di origine slava. Successivamente la Lesachtal è stata una delle prime valli della Carinzia a essere abitata da popolazioni di ceppo germanico. Il tribunale distrettuale di Lesach (Landgericht) fu istituito nel castello di Pittersberg nel 1380. La valle appartenne ai conti di Gorizia e, dopo la loro estinzione, ai Landesfürsten e infine ai conti di Ortenburg, nobile famiglia medioevale della Carinzia. Durante la prima guerra mondiale la prima linea tra l'Austria-Ungheria e l'Italia correva lungo il crinale delle Alpi Carniche, confine meridionale della Lesachtal; molte vecchie posizioni e fortificazioni testimoniano la guerra in montagna.
Con la creazione dei comuni (Ortsgemeinden) nel 1850, furono costituiti i tre comuni di Liseing, Luggau e Sankt Lorenzen im Lesachtal. Le località di Kornat e Strajach, che erano annesse al comune di Mauthen, formarono nel 1882 il nuovo comune di Kornat; nel 1892 Birnbaum e Sankt Jakob im Lesachtal divennero a loro volta indipendenti. Con la riforma del governo locale della Carinzia, nel 1973, il comune orientale di Sankt Jakob im Lesachtal fu annesso a Kötschach-Mauthen, mentre i comuni occidentali vennero uniti creando l'attuale comune di Lesachtal.

## Monumenti e luoghi d'interesse

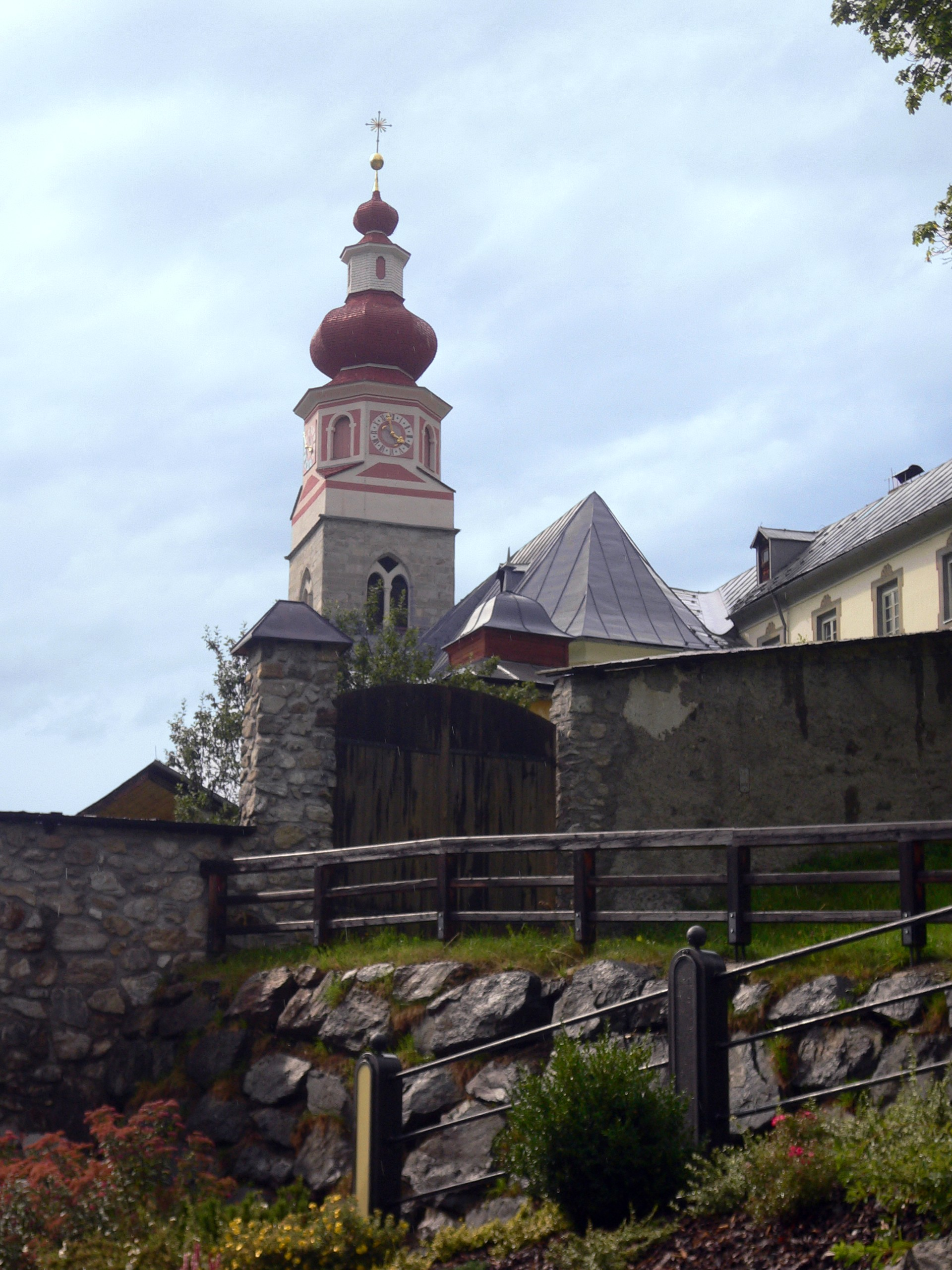
Il santuario di Maria Luggau

Dal santuario di Maria Luggau parte la Mühlenweg ("Strada dei mulini"), un itinerario circolare che conduce alla visita dei vecchi mulini ad acqua ancora funzionanti e alle tipiche case dei contadini del Lesachtal, con finiture in legno e facciate affrescate con dipinti legati al folclore locale.

## Geografia antropica

### Suddivisioni amministrative
Il territorio del comune è ripartito in quattro comuni catastali (Kornat, Liesing, Luggau e Sankt Lorenzen im Lesachtal) e 31 località (tra parentesi il numero di abitanti al 1º gennaio 2015): Assing (4), Birnbaum (66), Durnthal (9), Egg (17), Frohn (30), Guggenberg (24), Klebas (89), Kornat (64), Ladstatt (11), Liesing (121), Maria Luggau (208), Mattling (22), Moos (19), Niedergail (32), Nostra (37), Obergail (61), Oberring (26), Pallas (20), Promeggen (15), Raut (22), Rüben (12), Salach (2), Sankt Lorenzen im Lesachtal (300), Stabenthein (9), Sterzen (19), Tiefenbach (9), Tscheltsch (31), Tuffbad (6), Wiesen (25), Wodmaier (27), Xaveriberg (31).

## Economia
Un'importante fonte di reddito è data dal turismo, specie quello invernale. Piccoli alberghi, case per ferie e bed and breakfast offrono accoglienza ai numerosi turisti che percorrono questa valle in estate (cicloturismo, escursioni sulle cime circostanti) e in inverno. Altra risorse economiche sono l'agricoltura di montagna e il legno, con segherie, falegnamerie e piccoli laboratori artigianali.

## Infrastrutture e trasporti
Le frazioni di Birnbaum, Liesing, Maria Luggau e Sankt Lorenzen im Lesachtal sono raggiungibili attraverso una strada montana, con traffico limitato per i rimorchi e i bus oltre i 13 metri di lunghezza. Da Kötschach-Mauthen a Maria Luggau la strada si presenta molto tortuosa.